# Fred Funcken
Fred Funcken (Verviers, 5 oktober 1921 – Brussel, 16 mei 2013) en zijn vrouw Liliane Funcken, geboren als Liliane Schorils (Soignies, 17 juli 1927 – Brussel, 26 september 2015), waren Belgische stripauteurs, bekend om hun realistische historische strips.

## Biografie
Fred werd in 1939 als illustrator voor de tijdschriften Spirou/Robbedoes en Bonnes Soirées van uitgeverij Dupuis. Een jaar later, tijdens de Tweede Wereldoorlog, werd hij ontslagen en werd hij striptekenaar bij Aventures illustrées (het latere Bimbo), tot hij in 1943 verplicht tewerkgesteld werd door de Duitse bezetter. Na de oorlog was het blad zieltogend.
In de jaren 40 tekende hij voor bekende bladen als Jeep, Blondine en Héroïc-Albums. Hij werkte onder diverse pseudoniemen, zoals Fred Gu, Fred Dye, Dick John's, Ranch, Mac Bones, Léo Lyon en Hector Hugo. In 1947 kwam hij in contact met Georges Troisfontaines van World Press, een persagentschap dat als kweekvijver bekendstond voor tekenaars van Dupuis-tijdschriften als het weekblad Spirou/Robbedoes. Troisfontaines liet Funcken bij zich komen, maar van een echte samenwerking kwam niets in huis en Funcken voelde zich slecht behandeld. Later kreeg hij van het blad L’Explorateur, uitgegeven door baron Louis Empain, de opdracht om van Croc-Blanc en La Guerre du Feu een stripversie te maken, maar het blad verkeerde door wanbeleid in financiële moeilijkheden. Hij leert er Maurice Tillieux kennen.
Fred wou het tekenen vaarwel zeggen en ging uiteindelijk als chef décorateur werken in winkelketen L'innovation, waar hij Liliane leerde kennen, die er werkte als verkoopsdirectrice. In 1952 stimuleerde zij hem om zich nogmaals aan te bieden bij World Press. Daar werd hij door Jean-Michel Charlier onmiddellijk ingezet voor de reeks De verhalen van Oom Wim, een educatief-historische reeks om het blazoen van het stripverhaal op te poetsen, waarvoor Funcken een van de vele tekenaars werd, maar wel een van de meest gevraagde. Liliane werd vanaf 1952 inkleurster van Fred, maar haalde daar niet de nodige voldoening uit. Uiteindelijk werd ze zijn inkter.
Freds talent viel Hergé op, waardoor hij een contract kreeg bij de concurrent van Spirou: Tintin/Kuifje. Bij Tintin werd hij tekenaar van de reeks Histoires authentiques, op scenario van Yves Duval. Hij tekende voor het blad voorts diverse coverillustraties met historische taferelen. Liliane werkte aanvankelijk nog voor concurrent Dupuis, waar ze verhalen schreef voor de reeks De verhalen van Oom Wim en tijdschrift Bonnes Soirées. Tintin-uitgever Raymond Leblanc vond het niet passen dat de twee voor concurrerende bladen werkten en zo kwam ook Liliane bij Tintin terecht.
In 1953 begonnen ze samen aan de reeks De avonturen van de Witte Ruiter (ook bekend als De Witte Ruiter) voor uitgeverij Le Lombard, aanvankelijk op scenario's van bedenker Raymond Macherot. Fred was de tekenaar, Liliane deed het inkten, het letteren en het inkleuren. Ze was ook betrokken bij het tekenwerk van haar man en samen werkten ze de scenario's en bladschikking uit en zochten ze documentatie. Samen zouden ze later onder meer nog de reeksen Lieutenant Burton, Harald de Viking, Jack Diamond en Doc Silver maken. Samen maakten ze ook een serie over de geschiedenis van legeruniformen en wapens onder de titel L'Encyclopédie des Uniformes et de Armes de Tous les Temps (17 albums, 1965-1982), het napoleontisch epos Napoléon en stripversies van verhalen als De graaf van Monte-Cristo en De drie musketiers (De avonturen van een dappere musketier). Samen met Yves Duval maakten ze La Plus Grande Histoire du Monde en La Famille des Saint-Preux. Eind jaren 80 hernamen ze hun reeks De Witte Ruiter op scenario's van Didier Convard. Voor De Valstrik uit de reeks Blake en Mortimer tekenden ze de decors en enkele personages en ze vulden lege plekken in het tijdschrift Tintin, die bijvoorbeeld opdoken als een collega ziek viel.
- Bibsys: 12018333
- Biblioteca Nacional de España: XX1724197
- Bibliothèque nationale de France: cb11903740r (data)
- Catàleg d'autoritats de noms i títols de Catalunya: 981061119844206706
- CiNii: DA04172835
- Gemeinsame Normdatei: 109709748
- International Standard Name Identifier: 0000 0001 1035 2032
- Library of Congress Control Number: n50016795
- Nationale Bibliotheek van Letland: 000042069
- Nationale bibliotheek van Australië: 35107543
- Nederlandse Thesaurus van Auteursnamen: 069102678
- Réseau des bibliothèques de Suisse occidentale: 02-A003269414
- Système universitaire de documentation: 026876833
- Trove: 828775
- Virtual International Authority File: 2470482
- WorldCat: E39PBJx4q3RhhxD9VQqMp897HC